# 克厄市鎮
克厄市鎮（丹麥語：Køge Kommune，丹麥語發音：[ˈkʰøː(j)ə]）是丹麥的一個市鎮，位於西蘭島中部，臨克厄灣，屬西蘭大區。面積255.47平方公里，2009年人口56,848人。行政中心为克厄。
2007年1月1日由原克厄和斯考伯市鎮合併而成。

## 姐妹城市
- 冰島斯卡加菲厄泽
- 德国特里陶
- 芬兰埃斯波
- 挪威孔斯貝格
- 瑞典克里斯蒂安斯塔德、舍布
- 拉脫維亞敦達加
- 立陶宛克萊佩達